# أديب (بهائي)
الحاج ميرزا حسن أديب‌ العلماء (سبتمبر 1848 – 2 سبتمبر 1919)، والمعروف باسم ميرزا حسن أو أديب، كان من أتباع بهاء الله البارزين، مؤسس الدين البهائي. عُين يدًا للقضية و عُرف عليه كواحد من رسل بهاءالله التسعة عشر.

## خلفية
ولد ميرزا حسن في تالقان في سبتمبر ١٨٤٨. كان والده رجل دين إسلامي بارز، وتلقى ميرزا حسن تعليمه الديني المعتاد في طهران ومشهد. أصبح إمام صلاة الجمعة في دار الفنون، أول كلية تقنية في إيران أنشأها الشاه، حيث حصل على لقب أديب العلماء. في عام 1874 وظف من قبل أمراء القاجار، وكتب عددًا كبيرًا من الكتب الموسوعية نيابة عنهم.

## تحويل
كان قبول ميرزا حسن لبهاء الله نتيجة لعدة أصدقاء بهائيين، بما في ذلك نبيل أكبر، الذين دفعوه إلى التحقيق في التعاليم. وبعد اعتناقه الديانة البهائية، طُرد من عمله. في عام 1889، أصبح اعتناقه الإسلام رسميًا وسرعان ما أصبح أحد الأيدي الأربعة للأمر الذين عينهم حضرة بهاء الله.

## الخدمة والسنوات الأخيرة
بعد وفاة بهاء الله في عام 1892، أصبح ميرزا حسن فعالاً في التعامل مع أنشطة منتهكي العهد في إيران. شارك لاحقًا في الاجتماعات التي تطورت إلى الجمعية الروحية المركزية في طهران، والتي أصبحت فيما بعد الجمعية الروحية الوطنية لإيران، وكان رئيسًا لها.
وفي عام 1903، سافر إلى أصفهان، حيث سُجن لفترة وجيزة. ومن هناك زار أيضًا شيراز وبومباي وعكا، حيث أرشده عبد البهاء إلى السفر مع بهائي أمريكي إلى الهند وبورما للمساعدة في نشر الدين البهائي في تلك المناطق.
وبعد عودته إلى طهران توفي في 2 سبتمبر 1919.

## ملحوظات
1. 1 2 3 4 5 6  Balyuzi 1985، صفحة 272.